# Skobelevo, Plovdiv
Skobelevo (în bulgară Скобелево) este un sat în comuna Rodopi, regiunea Plovdiv,  Bulgaria. 

## Demografie
Componența etnică a satului Skobelevo
     Turci (5,2%)
     Bulgari (91,66%)
     Nicio identificare (3,12%)
     Altele (0%)
La recensământul din 2011, populația satului Skobelevo era de 96 locuitori. Din punct de vedere etnic, majoritatea locuitorilor (91,66%) erau bulgari, cu o minoritate de turci (5,2%). Pentru 3,12% din locuitori nu este cunoscută apartenența etnică.